# Municipio de Westminster
El municipio de Westminster (en inglés: Westminster Township) es un municipio ubicado en el condado de Reno en el estado estadounidense de Kansas. En el año 2010 tenía una población de 196 habitantes y una densidad poblacional de 2,1 personas por km².

## Geografía
El municipio de Westminster se encuentra ubicado en las coordenadas 37°57′21″N 98°11′49″O / 37.95583, -98.19694. Según la Oficina del Censo de los Estados Unidos, el municipio tiene una superficie total de 93.51 km², de la cual 93,51 km² corresponden a tierra firme y (0 %) 0 km² es agua.

## Demografía
Según el censo de 2010, había 196 personas residiendo en el municipio de Westminster. La densidad de población era de 2,1 hab./km². De los 196 habitantes, el municipio de Westminster estaba compuesto por el 97,96 % blancos, el 0,51 % eran amerindios y el 1,53 % eran de una mezcla de razas. Del total de la población el 0,51 % eran hispanos o latinos de cualquier raza.